# マハマドゥ・デンベレ
マハマドゥ・デンベレ（フランス語: Mahamadou Dembélé、1999年4月10日 - ）は、フランスとマリのサッカー選手。ポジションはDF。

## クラブ歴
パリ・サンジェルマンFCの下部組織出身。2017年にレッドブル・ザルツブルクに加入し、セカンドチームのFCリーフェリングでプレーした。2019年1月末に同年夏までの契約でエールディヴィジのフォルトゥナ・シッタートに期限付き移籍。しかし4月の練習中に重傷を負い、期限付き移籍は打ち切られた。
2019年8月にリーグ・ドゥのトロワACに完全移籍。

## 代表歴
フランスU-17代表としてUEFA U-17欧州選手権2016に、U-19代表としてUEFA U-19欧州選手権2018に出場した。

## 私生活
フランス生まれであるが、ルーツはマリに持っている。